# Albert Ferrer
Albert Ferrer Llopis (ur. 6 czerwca 1970 w Barcelonie) – hiszpański piłkarz i trener piłkarski, podczas kariery występował na pozycji obrońcy, reprezentant kraju, mistrz olimpijski z Barcelony (1992), uczestnik mistrzostw świata w USA (1994) oraz mistrzostw świata we Francji (1998).

## Kariera klubowa
Początkowo występował w Barcelonie B, następnie przebywał na wypożyczeniu w CD Tenerife. W jego barwach w sezonie 1989/1990 zadebiutował w Primera División. W 1990 roku zaczął regularnie występować w pierwszym zespole Barcelony. Jedynego gola w hiszpańskiej ekstraklasie strzelił w sezonie 1991/1992.
Wraz z Barceloną pięciokrotnie został mistrzem Hiszpanii (1991, 1992, 1993, 1994, 1998), dwukrotnie zdobył Puchar Króla (1997, 1998) oraz cztery razy wywalczył Superpuchar Hiszpanii (1991, 1992, 1994, 1996). W sezonie 1991/1992 sięgnął po Puchar Europy – w finałowym meczu z Sampdorią zagrał w podstawowym składzie. Ponadto w 1997 roku zdobył Puchar Zdobywców Pucharów, a w 1992 i 1997 wywalczył Superpuchar Europy.
W 1998 roku przeszedł do Chelsea za 2,2 miliony funtów. W nowym zespole zadebiutował 15 sierpnia w przegranym 1:2 meczu z Coventry City. Jedynego gola strzelił 3 listopada 1999 w spotkaniu Ligi Mistrzów z Herthą Berlin, przyczyniając się do zwycięstwa 2:0. Wraz z londyńskim klubem sięgnął po Superpuchar Europy (1998 – w meczu z Realem Madryt zagrał przez pełne 90 minut), wywalczył Puchar Anglii (2000) oraz zdobył Tarczę Wspólnoty (2000). Karierę piłkarską zakończył w 2003 roku, łącznie w barwach Chelsea rozegrał 113 meczów.

## Kariera reprezentacyjna
W 1989 roku uczestniczył w Młodzieżowych Mistrzostwach Świata w Arabii Saudyjskiej. W turnieju tym był podstawowym zawodnikiem reprezentacji Hiszpanii – zagrał w trzech meczach grupowych w pełnym wymiarze czasowym. 4 września 1991 roku zadebiutował w kadrze seniorskiej w spotkaniu z Urugwajem. W 1992 wziął udział w igrzyskach olimpijskich w Barcelonie – wystąpił w pięciu pojedynkach, m.in. w wygranym 3:2 finale z Polską.
W 1994 roku wraz z reprezentacją wziął udział w mistrzostwach świata w Stanach Zjednoczonych. W turnieju tym był podstawowym zawodnikiem – zagrał w pięciu meczach, zaś Hiszpanie dotarli do ćwierćfinału. Cztery lata później pełnił funkcję rezerwowego w mistrzostwach świata we Francji – wystąpił w jednym spotkaniu (grupowym z Nigerią). 17 listopada 1999 roku w przegranym 0:2 pojedynku z Argentyną po raz ostatni zagrał w barwach narodowych.